# Валя-Вінцулуй
Валя-Вінцулуй (рум. Valea Vințului) — село у повіті Алба в Румунії. Входить до складу комуни Вінцу-де-Жос.
Село розташоване на відстані 271 км на північний захід від Бухареста, 11 км на південний захід від Алба-Юлії, 85 км на південь від Клуж-Напоки.

## Населення
За даними перепису населення 2002 року у селі проживали 511 осіб. Усі жителі села рідною мовою назвали румунську.
Національний склад населення села:
| Національність | Кількість осіб | Відсоток |
| -------------- | -------------- | -------- |
| румуни         | 486            | 95,1%    |
| цигани         | 24             | 4,7%     |